# Wojciech Mier
Wojciech (Albert) Mier, inna forma nazwiska: Mir, krypt.: W. M. S. B. (ur. 19 kwietnia 1759 w Radziechowie, zm. 22 sierpnia 1831 w Kętach) – hrabia cesarstwa, poeta, tłumacz, rotmistrz formacji targowickiej „Brygady Kawalerii Narodowej Znaków Hussarskich pod Imieniem Województwa Bracławskiego”, konsyliarz konfederacji generalnej koronnej.

## Życiorys
Urodził się w roku 1759 (według innych źródeł ponad 7 lat wcześniej: zimą 1751/1752), jako syn Józefa, starosty buskiego i sokalskiego, późniejszego wojewody pomorskiego, i Anastazji z Bohuszów, primo voto Kajetanowej Tarnowskiej. Pierwsze nauki pobierał u warszawskich pijarów. Przyjaźnił się w tym okresie z Rzewuskimi i Potockimi (Szczęsnym, Ignacym oraz S. K.).
W 1775 roku był członkiem loży wolnomularskiej Trzech Orłów Białych na wschodzie Lwowa. W latach 1777–1780 był rotmistrzem w 2 Wielkopolskiej Brygadzie Kawalerii Narodowej. W międzyczasie, zimą 1778/1779 przebywał w Paryżu. W czasie sejmu roku 1782 przebywał w Warszawie, wspierając wystąpienia opozycji antykrólewskiej. Podobnie było 3 lata później (1785), gdy deklarował się jako stronnik Czartoryskich w aferze Dogrumowej. W czasie Sejmu Czteroletniego był przeciwnikiem stronnictwa patriotycznego. W czasie Targowicy konsyliarz i brygadier, uczestnik poselstwa do Petersburga, a po powrocie zeń wyznaczony na posła rezydującego w Wiedniu. Po upadku Polski (III rozbiór) często odwiedzał Wiedeń jako tajny radca i podkomorzy cesarstwa austriackiego. Odznaczony Orderem Św. Szczepana.

## Posiadłości
W 1819 roku Wojciech Mier zakupił na licytacji Leżajsk i 28 wsi. W swoich dobrach wspierał kolonizację osadników niemieckich. W 1817 roku zakupił Tryńczę. W 1831 roku dobra leżajskie sprzedał Alfredowi Potockiemu, a po jego śmierci dobra trynieckie objęła jego żona Karolina Mier (zmarła 31 sierpnia 1833 roku).

## Twórczość
Utrzymywał dość bliskie kontakty literackie z: S. Trembeckim, Potockimi, A. K. Czartoryskim, J. Szymanowskim i K. Ustrzyckim. Był autorem pism politycznych, m.in. w obronie Kajetana Sołtyka (1782); reprezentował antykrólewską opozycję magnacką, występował przeciwko Konstytucji 3 Maja. Miał być autorem pryncypalnym targowickiej „Gazety Narodowej”. W roku 1829 wystawiono w Warszawie Andromachę Racine’a, a Mier figurował jako tłumacz, chociaż w rzeczywistości przełożył tylko 2 akty (pozostałe przełożyli: Stanisław Trembecki i Tomasz Kajetan Węgierski).

### Ważniejsze utwory
1. Ode... starościca buskiego. Do matki, Poczajów 1769; egz. unikatowy w rękopisie Ossolineum, sygn. 566/II, s. 9–12 (druk ulotny, na s. 11 zawiera także odę Do profesora)
2. Bajki i powieści, rękopisy: Biblioteka Akademii Nauk USRR Lwów (Zbiory Baworowskich, sygn. 438/I, autografy; sygn. 765/I, autografy i kopie); Biblioteka Miejska w Bydgoszczy, sygn. 528; Biblioteka Śląska w Katowicach, sygn. 173 IV; Archiwum Główne Akt Dawnych (Archiwum Wilanowskie, sygn. 221); Biblioteka Jagiellońska, sygn. 3760; Biblioteka PAN Kraków, sygn. 2059 (papiery po K. Koźmianie); bajki drukowane lub błędnie(?) przypisywane autorstwu innych: Dąb i trzcina (anonimowe, przedr. pod nazwiskiem Miera; w rękopisie zapisane pod nazwiskiem J. Chreptowicza; ogł. od roku 1803 jako utwór T. K. Węgierskiego); Młody ptaszek i kraska; Myszka młoda i kot szary (obie bajki jako utwory Węgierskiego); Dwa wróble (jako utwór Węgierskiego; przypisywana także J. Ancucie); Lew i ślimak; Kamiennik i statua Jowisza; Dwa byki i żaba. Według spisu umieszczonego na początku rękopisu Baworowskich, sygn. 765/I, Mier napisał więcej bajek, niż to wynika z ww. rękopisów i druków, np. Dwa gołąbki
3. Wiersze różne, rękopisy: Biblioteka Akademii Nauk USRR Lwów (Zbiory Baworowskich, sygn. 438-439/I, autografy; sygn. 765/I, autografy i kopie); Biblioteka Miejska w Bydgoszczy, sygn. 528; Biblioteka Śląska w Katowicach, sygn. 173 IV; Archiwum Główne Akt Dawnych (Archiwum Wilanowskie, sygn. 204, 221, 246); Archiwum Historyczne w Kijowie, zbiór 49, rejestr 2, nr 72; Ossolineum, sygn. 1021/II, 1286/II, 6776/III; Biblioteka Czartoryskich, sygn. 1461; Biblioteka Jagiellońska, nr akc. 5140; Wojewódzkie Archiwum Państwowe Kraków (Archiwum Dzikowskie Tarnowskich, sygn. 265); wiersze drukowane lub błędnie(?) przypisywane autorstwu innych: Do Jaśnie Wielmożnej JMć Pani Aleksandry z Książąt Czartoryskich Ogiński hetmanowy W. X. Lit. ode W. M. S. B.; Do pana pisarza (Ignacego) Potockiego, z Kamieńca pisany dnia 14 listopada 1781 (błędnie przypisywany T. K. Węgierskiemu); Bilet do pana Trembeckiego (wyd. 1 pod nazwiskiem Tyminieckiego; przedr. pod nazwiskiem Miera); zobacz poz. 4; Do pana Stanisława Potockiego, który w Bernisie przeczytawszy czterosylabne wiersze i sam chciał takie po polsku robić i mnie na to namawiał; Do pana Trembeckiego; List do pana Stanisława Potockiego (przypisany z wahaniem Węgierskiemu); Pieśń do pani N. (ogł. od roku 1803 jako utwór T. K. Węgierskiego); Do Z(ofii) z X. Cz(artoryskich) Z(amoyskiej) mającej jedno oko przewiązane; Do Jadwisi Z.; Ciekawość, do JPani Starzeńskiej
4. Do izby poselskiej (Warszawa 1782); rękopisy: Biblioteka Miejska w Bydgoszczy, sygn. 528, k. 87 (pod nazwiskiem Miera); Biblioteka Czartoryskich, sygn. 1461, s. 14–16 (anonimowo); Biblioteka Jagiellońska, nr akc. 185/51 (anonimowo); Ossolineum, sygn. 6615/I, s. 152–153 (anonimowo); druk anonimowy (autorstwo według Rabowicza).

Według W. Smoleńskiego (Publicyści anonimowi) Mier miał być także autorem pism politycznych kolportowanych w czasie Sejmu Czteroletniego.

### Przekłady
1. J. de la Fontaine: (Bajki wybrane), zobacz Ważniejsze utwory poz. 2
2. Q. F. Horatius: (Pieśni:) Dopókim tobie bywał jeszcze miły...; Matka lubego Kupida sroga..., autografy w rękopisie Zbioru Baworowskich, sygn. 765/I, k. 70, 77
3. Tibullus: (Elegie:) Elegia do przyjaciółki; Nieś wino ból gojące ode mnie daleki...; rękopisy: Biblioteka Czartoryskich, sygn. 2457b, s. 227–230; Biblioteka Śląska w Katowicach, sygn. 173 IV, s. 1–2
4. P. N. Ovidius: Erosiklea i Proteusz. Wyjęte z Przeobrażeń Owidiusza, autograf Zbioru Baworowskich, sygn. 765/I, k. 92
5. Anakreon: (Ody:) Oda tłumaczona z Anakreonta (Bachus wszelki smutek tłumi...); Oda druga tegoż (Ty, co me wzniesiesz upały...); rękopis Zbioru Baworowskich, sygn. 765/I, k. 108
6. A. Piron: Une Imitation de Piron (Jakoż to mi... jak słodkie wspomnienie, o Boże...), rękopis Zbioru Baworowskich, sygn. 765/I, k. 57
7. P. A. Metastasio: Oda do Nice. Z włoskiego (Twej obłudzie, Nice, dzięki...), rękopisy: Biblioteka PAN Kraków, sygn. 2059, s. 64–70; Biblioteka Śląska w Katowicach, sygn. 173 IV, s. 60–63; Wojewódzkie Archiwum Państwowe Lublin (Archiwum Woronieckich, sygn. II 375); Biblioteka Jagiellońska, nr akc. 161/51, s. 11–13
8. T. Tasso: Jerozolima wyzwolona, przekł. początku księgi 4 w przekładzie S. Trembeckiego z ewentualnymi poprawkami Miera, ogłoszony pod nazwiskiem Miera: „Nowy Pamiętnik Warszawski” t. 4 (1801), s. 240–246; przedr. F. K. Dmochowski w: I. Krasicki: Dzieła poetyckie t. 3, Warszawa 1803, s. 280–291 (O rymotwórstwie i rymotwórcach); rękopis Biblioteki Śląskiej w Katowicach, sygn. 173 IV, s. 15–23; Mier (według A. Batowskiego) miał tłumaczyć także inne niż 4. księgi, teksty te nie są jednak znane
9. J. Racine: Andromacha. Tragedia w 5 aktach. Przekł. wierszem; 3 rękopisy (kopie) z popr. Miera w Zbiorze Baworowskich, sygn. 840-842/II, fragm. aktu 4 w Bibliotece Miejskiej w Bydgoszczy, sygn. 527; wyst. Kraków 31 marca 1829; fragmenty wyd.: „Dziennik Wileński” 1818, t. 2, s. 587; „Rozmaitości Naukowe” 1829, s. 53–70; „Kurier Warszawski” 1829, nr 28
10. J. Addison: Fragment z tragedii Katon p. Addisona (z francuskiego przekł. Voltaire’a); (Prawdę, Katonie, mówisz, nie umiera dusza...); autografy: Zbiór Baworowskich, sygn. 438/I, k. 55-56; sygn. 765/I, k. 94-95; Archiwum Główne Akt Dawnych (Archiwum Wilanowskie, sygn. 246, t. 1, s. 164).

Ponadto szereg pomniejszych przekładów w rękopisach jak wyżej Ważniejsze utwory poz. 3.

### Listy
- Do I. Potockiego z lat 1777–1779, rękopis Archiwum Główne Akt Dawnych: Archiwum Wilanowskie, sygn. 279a (241).